# August de via Labicana
L'estàtua d'August de la Via Labicana és un retrat de l'emperador August de figura completa, realitzada en marbre, de 207 cm d'altura. El seu nom és a causa de la zona en què va ser trobada al peu del pujol de l'Opi a la via Labicana. L'emperador està retratat amb una toga que li cobreix el cap com a pontífex màxim. L'estàtua es troba al Museu Nacional Romà al Palazzo Massimo alle Terme a Roma.

## Història i descripció
L'estàtua és una còpia de l'època de l'emperador Tiberi executada al final del segle i aC o a començaments del segle i. Els trets facials de l'emperador el mostren demacrat, cosa que suggereix que és un retrat dels seus últims anys amb signes evidents de malaltia i fatiga. Aquest és el retrat d'August més important d'aquest període final, un dels pocs que es troben a Roma.
El cap cobert és degut amb a la funció representada de pontefix Maximus, al braç dret de l'emperador (trencat), probablement sostenia a la mà una pàtera, un plat pla per al ritual del vessament de vi durant un sacrifici. El cap va ser esculpit a part, per un especialista.

## Estil
Igual que en altres obres de retrats d'August la representació és més aviat freda i «acadèmica»: l'efecte de la fatiga i la distància psicològica d'August és degut principalment amb la feina de la sublimació per l'art grec clàssic, que té l'efecte d'una imatge estudiada de distanciament i espiritualitat de l'emperador. La fredor de la cara es fa palesa clarament al tractament metàl·lic de pell. Tanmateix, la cara està realitzada amb saviesa i grans superfícies llises, amb el suficient moviment com per evitar un aplanament desagradable.
Els grans plecs del vestit estan ben conservats, però no mostren el volum del cos, que apareix a diversos llocs amb buits a favor d'aconseguir l'efecte de superfície.